# Promina
 Ovo je glavno značenje pojma Promina. Za druga značenja pogledajte Promina (općina).
Promina je planina u Dalmaciji, sjeverno od Drniša, te južno od Knina u središtu Šibensko-kninske županije.
Visoka je oko 1148 metara. Planina dominira cijelim krajolikom okolnog područja te se s nje pruža prekrasan pogled na Miljevački plato te na Krku i Čikolu. S njenog vrha može se vidjeti i Jadransko more od kojeg je udaljena 30 km. Na planini je smješten planinarski dom.
Planina obiluje borovom šumom, izvorima i rudnim bogatstvom. Do vrha vodi nekoliko pješačkih staza i "off-road" puteva.
Ime Promina veže se za prapovijesnu delmatsku naseobinu Promonu. Po njoj je nazvana planina Promina.